# Nomada rhenana
Nomada rhenana är en biart som beskrevs av Morawitz 1872. Nomada rhenana ingår i släktet gökbin, och familjen långtungebin. Inga underarter finns listade i Catalogue of Life.